# Будущий фильм Сэма Мендеса
Безымянный фильм, посвящённый Джону Леннону — предстоящий биографический музыкальный фильм режиссёра Сэма Мендеса по сценарию Джез Баттерворт, Питера Строугана и Джека Торна. Сюжет фильма основан на истории группы The Beatles и является частью серии из четырёх фильмов The Beatles — A Four-Film Cinematic Event, премьера которых состоится в апреле 2028 года.

## Сюжет
Масштабный проект под названием The Beatles — A Four-Film Cinematic Event расскажет о каждом из бывших участников британской рок-группы The Beatles с точки зрения музыкантов.

## В ролях
- Харрис Дикинсон — Джон Леннон
- Пол Мескал — Пол Маккартни
- Джозеф Куинн — Джордж Харрисон
- Барри Кеоган — Ринго Старр

## Производство
Сэм Мендес разработал идею и обсудил концепцию с руководителями студии в конце 2023 года. Это первый случай, когда Битлы предоставили полные права на свою биографию и музыку для официальных биографических фильмов. Фильм будет поставлен Мендесом, который будет продюсировать его совместно со своим партнёром по компании Neal Street Productions Пиппой Харрис и Джули Пастор. Джефф Джонс стал исполнительным продюсером от Apple Corps Limited. Кристи Уилсон-Кэрнс напишет сценарий.
7 мая 2025 года стало известно, что Джез Баттерворт, Питер Строуган и Джек Торн совместно напишут сценарии для всех четырёх фильмов.
В июне 2024 года Харрис Дикинсон рассматривался на роль Леннона. В феврале 2025 года Анна Саваи рассматривалась на роль Йоко Оно в фильме, при этом Дикинсон был утверждён на роль Леннона. Дикинсон появился на сцене с Сэмом Мендесом на CinemaCon в Лас-Вегасе, когда было официально объявлено о кастинге, вместе с Полом Мескалом в роли Пола Маккартни, Барри Кеоганом в роли Ринго Старра и Джозефом Куинном в роли Джорджа Харрисона.
Основные съёмки запланированы на середину 2025 года. В июне 2024 года стало известно, что оператором станет Роджер Дикинс, который работал с Мендесом над многими его фильмами.
На конференции CinemaCon в Лас-Вегасе в марте 2025 года Sony Pictures объявила, что все фильмы из серии будут выпущены одновременно в апреле 2028 года, при этом режиссёр Сэм Мендес заявил, что это будет «первый киномарафон, который можно смотреть запоем».